# Зимові Азійські ігри 2011
VII Зимові Азійські ігри  — змагання, які пройшли в Астані та Алматі (Казахстан) з 30 січня по 6 лютого. Місто Алмати було обрано місцем проведення Зимових Азійських ігор 2011 року ще в Кувейті 5 січня 2006 року. 29 жовтня 2007 року було прийнято рішення щодо проведення частини змагань також на території Астани. Казахстан вперше після проголошення своєї незалежності від СРСР отримав змогу провести такий масштабний міжнародний турнір.

## Фінансування та побудова/реконструкція стадіонів
Мер Астани, Імангалі Тасмагамбетов, оголосив, що до початку Зимових Азійських ігор 2011 року буде збудовано багатофункціональний Палац Спорту з місткістю у 15 000 вболівальників, комплексом для стрибків, біатлонним стадіоном і олімпійським селом.
Крім цього, було змодернізовано декілька існуючих спортивних комплексів, таких як Центральний Стадіон, Палац культури і спорту імені Балуана Шолака, ковзанку Медео, а також гірськолижний курорт Шимбулак. Лижний район було збільшено в п'ять раз з 5 км до 65 км. У 2008 р., планувалось закінчити побудову підйомника з комплексу Медео по гірськолижний курорт Шимбулак, проте насправді побудова розпочалась влітку 2010 року. Високогірний спортивний комплекс Медео знаходиться в 30-ти хвилинах їзди машиною від гір Тянь-Шань.
Казахстан потратив загалом 1,4 мільярди доларів на побудову/реконструкцію спортивної інфраструктури. Міністр Спорту Казахстану, Темірхан Досмухамбетов, заявив, що 726 мільйонів доларів було взято з бюджету країни за 2008 рік. Побудова Олімпійського була фінансована приватними інвесторами.
Проте, уряд Казахстану зайнявся реконструкцією не хіба спортивних об'єктів. В грудні 2008 року були завершені роботи по оновленню аеропорту Алмати. Мільйони тенге було призначено на приготування основних шляхопроводів, доріг; значну частину фінансів інвестовано у побудову залізничного транзиту поміж містами: Талгар-Алмати-Каскелен. Плани включали в себе також закупівлю міських пасажирських автобусів, таксі і навіть побудову метро.
У місті Алмати було підвищено продуктивність та потужність мережі живлення електропостачання. Було запропоновано поширити та реконструювати систему опалення.
У 2008 році, було відновлено роботу ковзанку Медео та гірськолижного курорту Шимбулак. Владімір Смірнов, заступник директора Національної Федерації лижного спорту, сказав, що курорт скоро стане одним з найбільших у світі..

## Стадіони

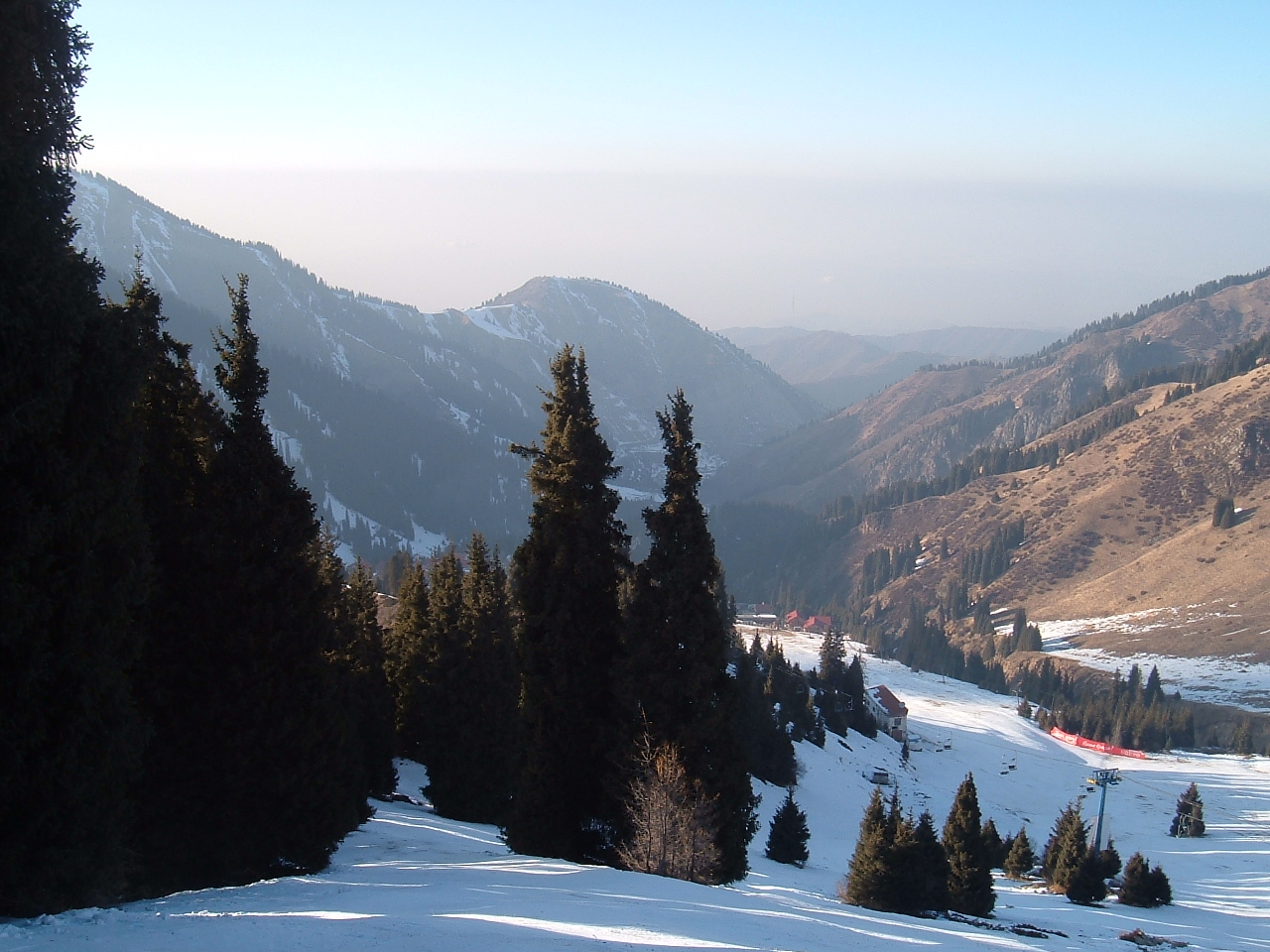
Шимбулак — гірськолижні змагання

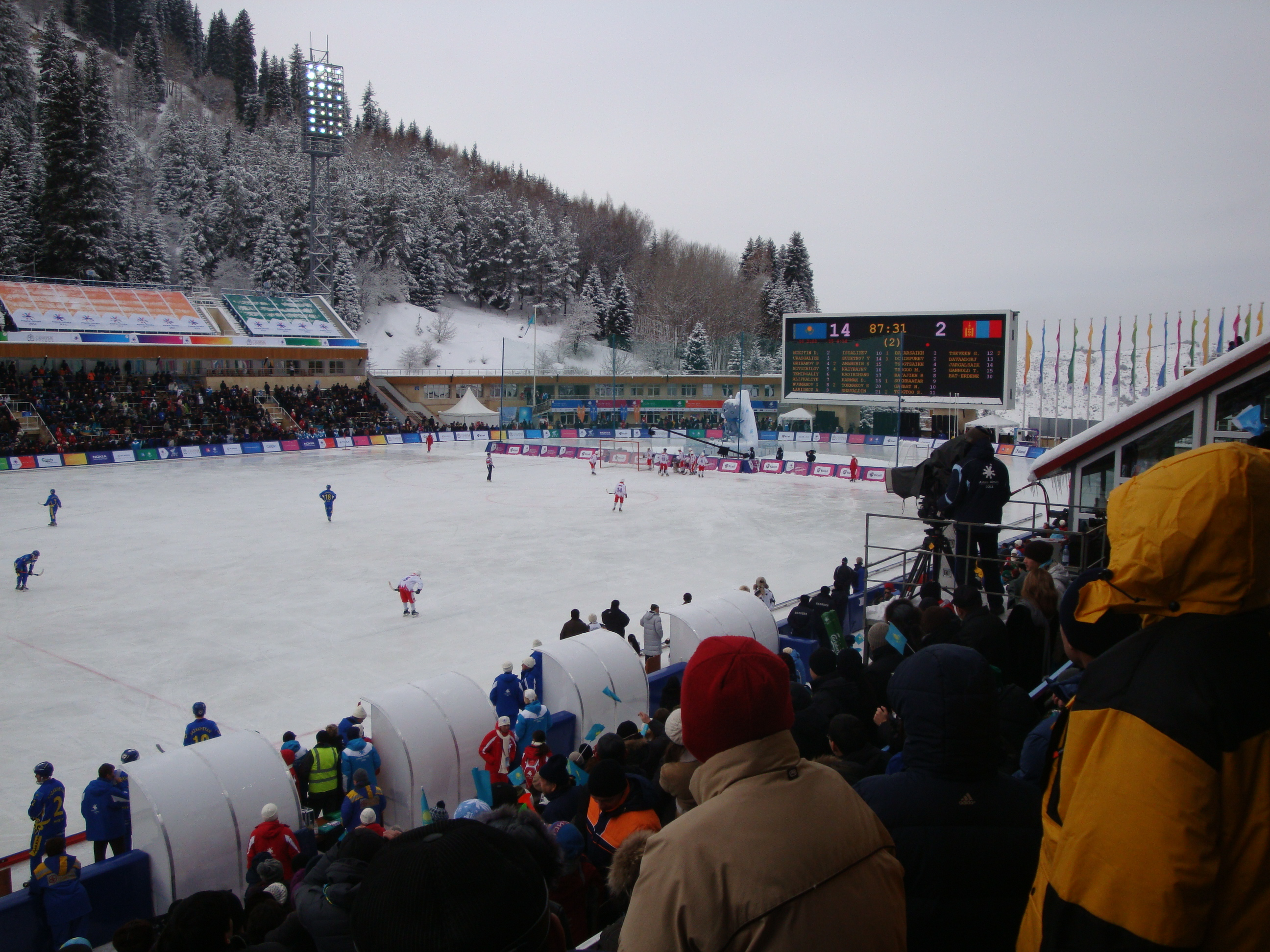
Медеу (спорткомплекс) — змагання з хокею з м'ячем

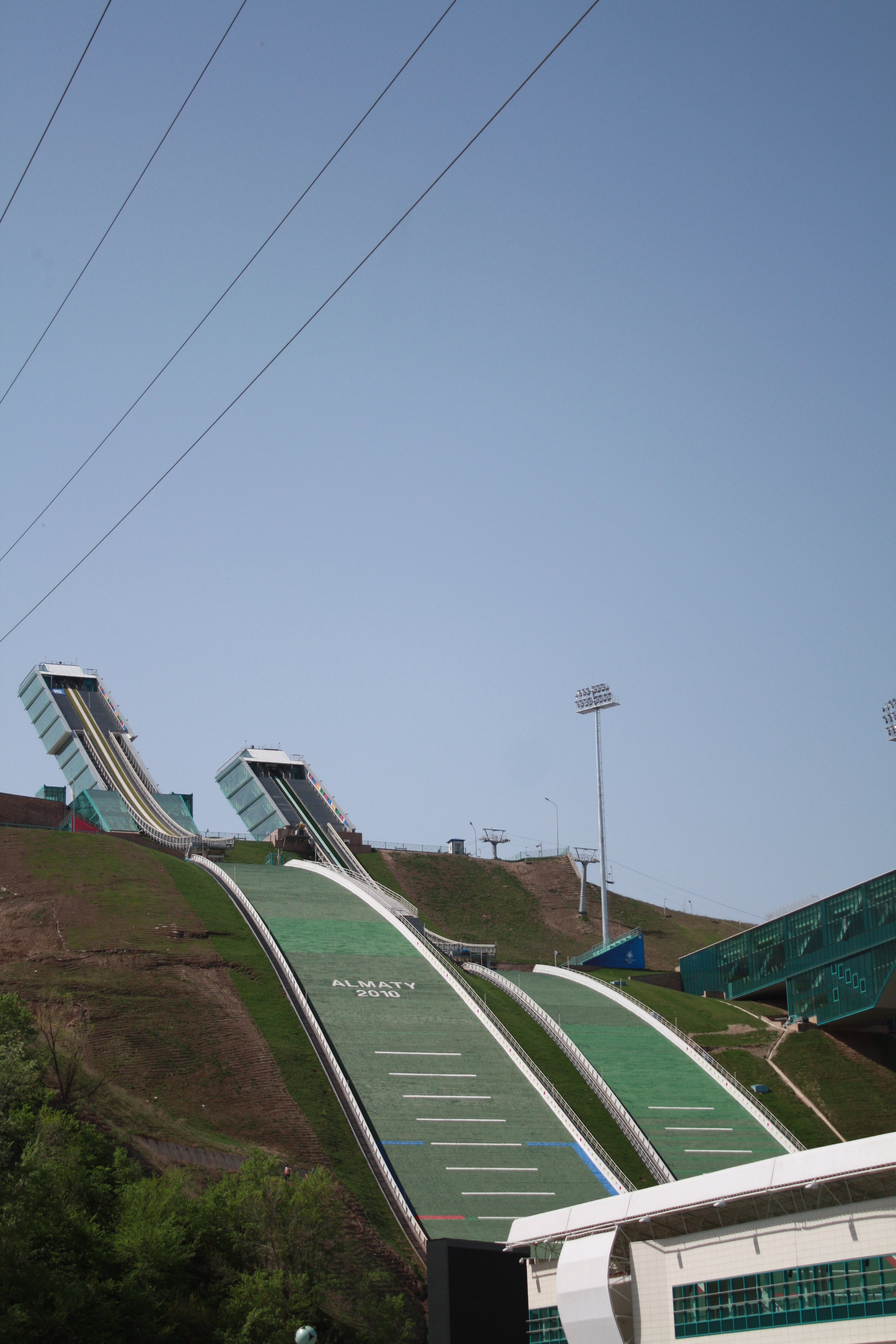
Центр для стрибків з трампліну — спеціально побудований для проведення зимових ігор 2011

| Місто  | Стадіон                                    | Змагання                                    | Місткість |
| ------ | ------------------------------------------ | ------------------------------------------- | --------- |
| Астана | Астана Арена                               | Церемонія відкриття                         | 30,000    |
| Астана | Алау                                       | Ковзанярський спорт                         | 8,773     |
| Астана | Палац Спорту (арена 1)                     | Хокей із шайбою                             | 5,050     |
| Астана | Палац Спорту (арена 2)                     | Хокей із шайбою                             | 1,200     |
| Астана | Сариарка (велодром)                        | Шорт-трек, Фігурне катання                  | 8,000     |
| Алмати | Палац Спорту ім. Балуана Шолака            | Хокей із шайбою, церемонія закриття ігор    | 5,000     |
| Алмати | Медеу (спорткомплекс)                      | Хокей з м'ячем                              | 8,500     |
| Алмати | Міжнародний Комплекс "Сункар"              | Стрибки з трампліна                         | 9,500     |
| Алмати | Шимбулак                                   | Гірськолижний спорт                         | 3,000     |
| Алмати | Біатлонний та лижний стадіон "Алатау"      | Біатлон, Лижні перегони, Лижне орієнтування | 6,200     |
| Алмати | Спортивно-відпочинковий комплекс "Табаган" | Фристайл                                    | 2,250     |

## Види спортів
Олімпійські спорти, такі як ковзання на бобслеї, санний спорт,скелетон, сноубординг,керлінг та лижне двоборство не проводяться на Зимових Азійських іграх. У 2011 році, додано два нові види змагань: Хокей з м'ячем і Лижне орієнтування, а також заново прийнято рішення щодо проведення змагань з стрибків з трампліна.
| - Лижні перегони (12) - Ковзанярський спорт (12) - Шорт-трек (8) - Лижне орієнтування (8) | - Біатлон (7) - Гірськолижний спорт (6) - Фристайл (6) | - Фігурне катання (4) - Стрибки з трампліна (3) - Хокей із шайбою (2) - Хокей з м'ячем (1) |

## Календар
| ● | Церемонія відкриття | ● | Змагання | ● | Фінали змагань | ● | Церемонія закриття |

| Січень/Лютий        | 28 | 29 | 30 | 31 | 1  | 2  | 3  | 4  | 5  | 6  | Медалі |
| Січень/Лютий        | ПТ | СБ | НД | ПН | ВТ | СР | ЧТ | ПТ | СБ | НД | Медалі |
| ------------------- | -- | -- | -- | -- | -- | -- | -- | -- | -- | -- | ------ |
| Церемонії           |    |    | ●  |    |    |    |    |    |    | ●  |        |
| Біатлон             |    |    |    | 1  | 1  | 1  |    | 2  | 1  | 1  | 7      |
| Хокей з м'ячем      |    |    |    |    |    |    |    |    |    | 1  | 1      |
| Гірськолижний спорт |    |    |    | 2  | 2  |    |    | 2  |    |    | 6      |
| Хокей із шайбою     |    |    |    |    |    |    | 1  |    |    | 1  | 2      |
| Ковзанярський спорт |    |    |    | 2  | 2  | 2  |    | 2  | 2  | 2  | 12     |
| Лижні перегони      |    |    |    | 2  | 2  | 2  | 2  |    | 2  | 2  | 12     |
| Стрибки з трампліна |    |    |    | 1  |    | 1  |    | 1  |    |    | 3      |
| Лижне орієнтування  |    |    |    | 2  |    | 2  | 2  |    | 2  |    | 8      |
| Фігурне катання     |    |    |    |    |    |    |    | 1  | 3  |    | 4      |
| Фристайл            |    |    |    | 2  | 2  |    | 2  |    |    |    | 6      |
| Шорт-трек           |    |    |    | 2  | 2  | 4  |    |    |    |    | 8      |
| Медалі              |    |    |    | 14 | 11 | 12 | 7  | 8  | 10 | 7  | 69     |
| Січень/Лютий        | 28 | 29 | 30 | 31 | 1  | 2  | 3  | 4  | 5  | 6  | Медалі |

## Країни учасники
26 країн взяло участь у Зимових Азійських іграх 2011 року. Бахрейн, Катар і Сингапур вперше виступили на Азійських іграх, а Макао і Пакистан не взяли участь.
| - Афганістан - Бахрейн - Китай - Північна Корея - Гонконг - Індія - Іран - Японія - Йордан | - Казахстан - Південна Корея - Кувейт - Киргизстан - Ліван - Малайзія - Монголія - Непал | - Палестина - Філіппіни - Катар - Сингапур - Тайвань - Таджикистан - Таїланд - Об'єднані Арабські Емірати - Узбекистан |

## Медалі

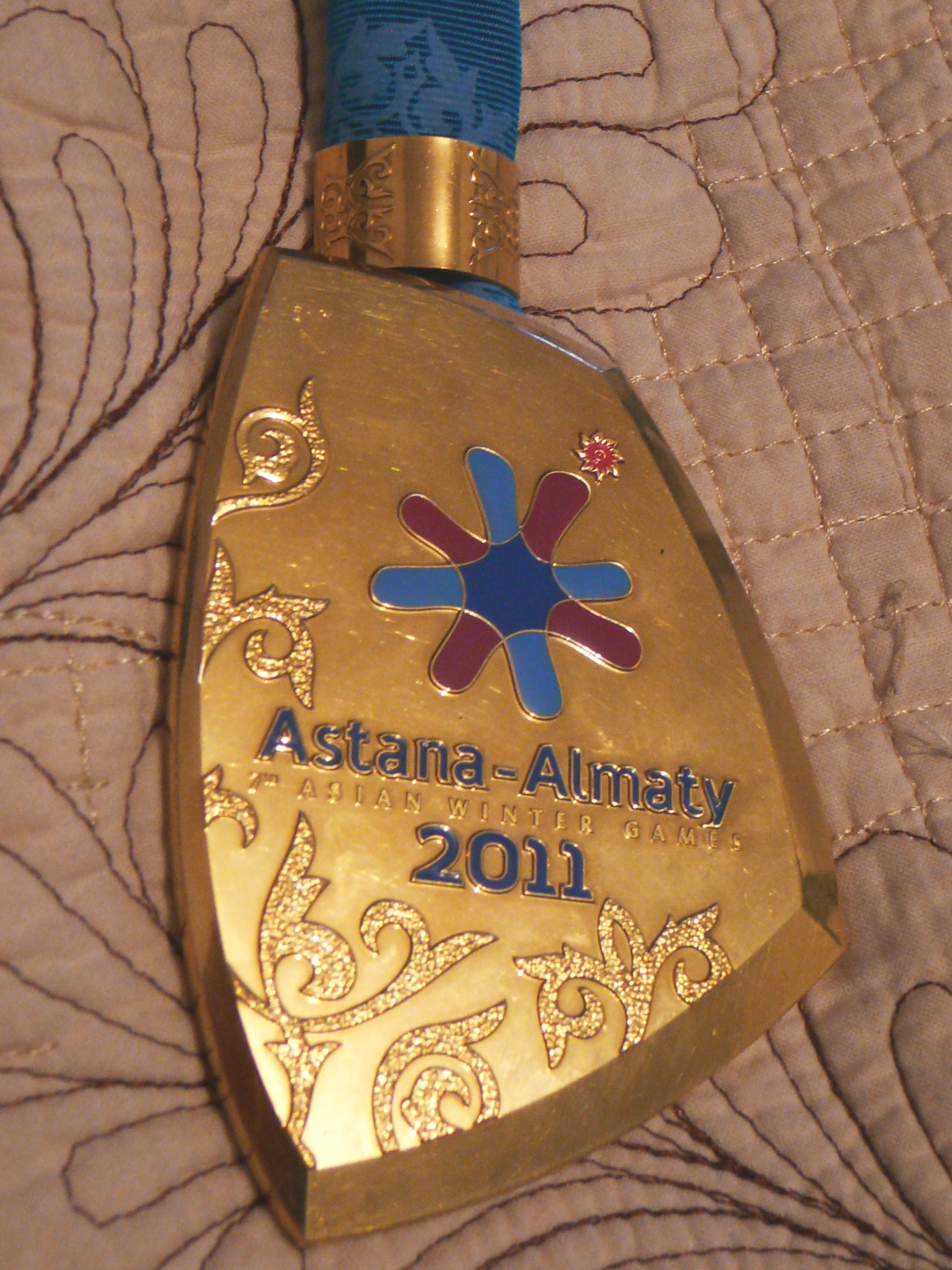
Золота медаль Азіади-2011. Передня сторона

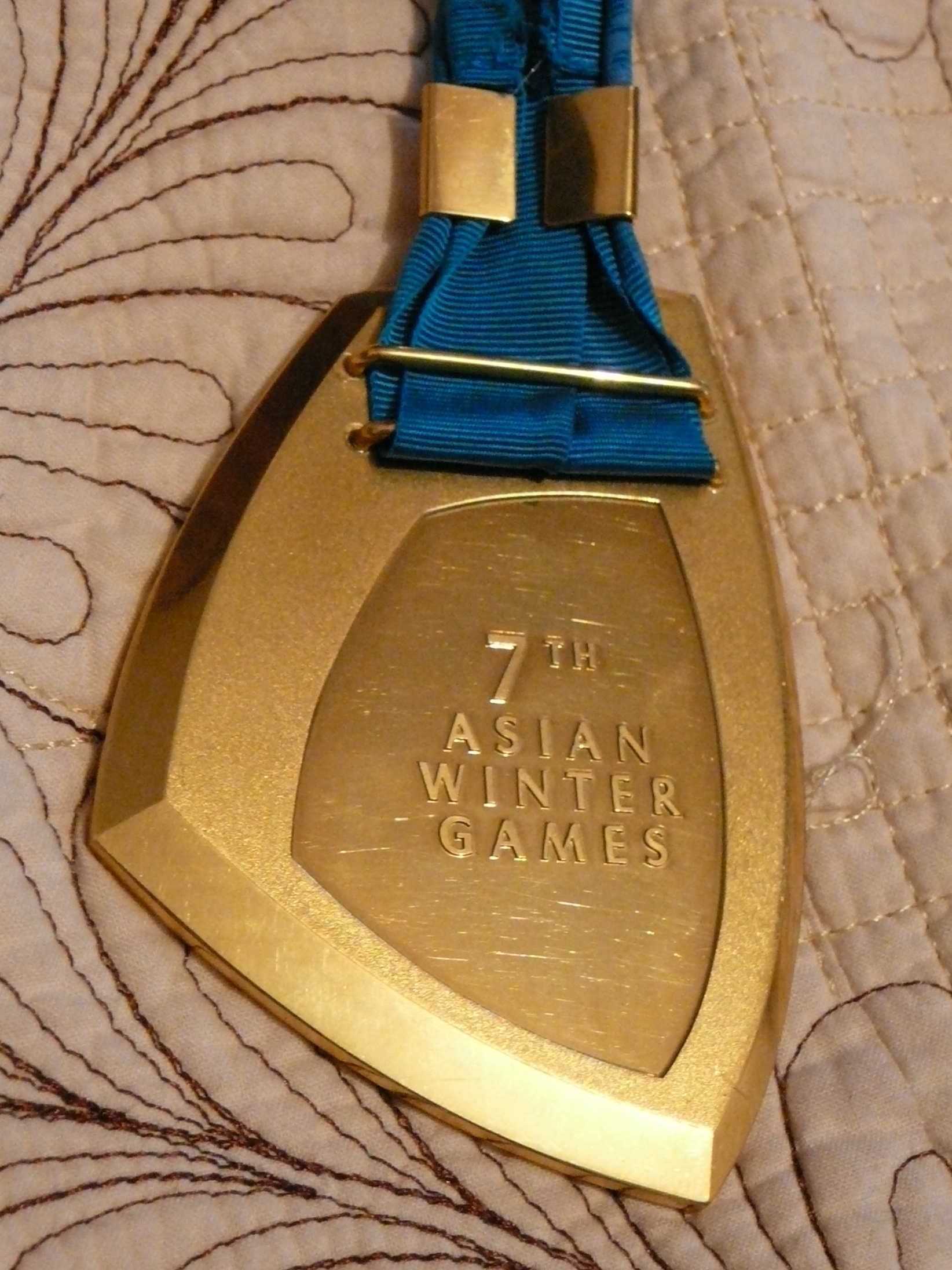
Золота медаль Азіади-2011. Задня сторона

Країни, що здобули золоті, срібні та бронзові медалі.
Казахстан виграв під час тривання першого дня турніру таку саму кількість медалей, як за цілий час тривання змагань у 2007 році. Іран та Киргизстан виграли перші Азійські медалі: Іран (лижне орієнтування і гірськолижний спорт), а Киргизстан (хокей з м'ячем).
| Місце | Країна         | Золото | Срібло | Бронза | Загалом |
| ----- | -------------- | ------ | ------ | ------ | ------- |
| 1     | Казахстан      | 32     | 21     | 17     | 70      |
| 2     | Японія         | 13     | 24     | 17     | 54      |
| 3     | Південна Корея | 13     | 12     | 13     | 38      |
| 4     | Китай          | 11     | 10     | 14     | 35      |
| 5     | Монголія       | 0      | 1      | 4      | 5       |
| 6     | Іран           | 0      | 1      | 2      | 3       |
| 7     | Киргизстан     | 0      | 0      | 1      | 1       |
| 7     | Північна Корея | 0      | 0      | 1      | 1       |
|       | Всего          | 69     | 69     | 69     | 207     |